# Conservatoire royal de Gand
Le Conservatoire royal de Gand (en néerlandais : Koninklijk Conservatorium Gent) est une institution musicale à charte royale, fondée en 1835 sous Léopold Ier. Depuis 2011, l'Académie royale des beaux-arts (KASK) et le Conservatoire royal constituent ensemble l'École des arts de la Haute École de Gand (Hogeschool Gent) .
Le conservatoire fut fondé en 1835 par Martin-Joseph Mengal qui en fut directeur jusqu'en 1851. Parmi les autres administrateurs figurent Émile Mathieu qui fut directeur à partir de 1898.
Parmi les étudiants et professeurs notoires du conservatoire figurent François-Auguste Gevaert, qui étudia directement sous Mengal en 1841, Paul-Henri-Joseph Lebrun, qui y étudia et y devint professeur. Edouard Potjes y fut professeur de piano pendant 22 ans.
En 1995, le Conservatoire royal était l'une des seize institutions belges fusionnées dans la Haute École de Gand. Il offre une formation à environ 480 étudiants, avec des programmes de maîtrise en théâtre et en musique. L'école attache traditionnellement une grande importance à la pratique de la musique de chambre. Depuis 2006, l'école organise une production d'opéra annuelle.

## Anciennes personnalités
- Julien Paul Blitz
- Vina Bovy
- Dirk Brossé
- Jean-Baptiste Dubois
- François-Auguste Gevaert
- Lucien Goethals
- Norbert Goddaer
- Walter Hus
- Karel Miry
- Karel Paukert
- Annelies Van Parys
- Gabriël Verschraegen
- Lucien Posman